# In Trance (canción)
«In Trance» es una canción de la banda alemana de hard rock y heavy metal Scorpions, publicada como sencillo en 1975 por RCA Records e incluida como segunda pista de su álbum homónimo. Escrita por Klaus Meine y Rudolf Schenker, su letra trata sobre el control de los excesos tanto físicos como mentales; en ese sentido, el guitarrista indicó que podría relacionarse directamente con el alcoholismo. Para reflejar su estado de ánimo pesimista, Uli Jon Roth tocó un solo de guitarra minimalista, cuyas partes armónicas y sus trinos recuerdan, según el productor Dieter Dierks, a la obra de Claude Debussy.
Una vez que salió al mercado, recibió reseñas favorables por parte de la prensa especializada, que la distinguió como uno de los puntos culminantes del álbum e, incluso, como una de sus mejores canciones. Scorpions la ha interpretado en vivo en varias de sus presentaciones, ha figurado en distintos álbumes recopilatorios y ha sido grabada para diferentes producciones en vivo, como Tokyo Tapes (1978), Live Bites (1995) y MTV Unplugged - Live in Athens (2013), entre otras.

## Composición y grabación
El vocalista Klaus Meine y el guitarrista Rudolf Schenker idearon la canción antes de tocar en una antigua iglesia en la localidad belga de Ligneuville. Inspirados por el ambiente del recinto, la escribieron ese mismo día durante la prueba de sonido, concretamente —de acuerdo con el itinerario de la gira Fly to the Rainbow Tour (1974-1975)— el 17 de mayo de 1975. Su letra trata sobre el control de los excesos tanto físicos como mentales; en ese sentido, Schenker mencionó que podría relacionarse directamente con el alcoholismo.
Después de presentársela al resto de la banda, el guitarrista Uli Jon Roth encontró que era muy sencilla y reflejaba un estado de ánimo pesimista, así que tocó un solo de guitarra minimalista. Cuando el productor Dieter Dierks escuchó las partes armónicas y los trinos del solo, lo comparó con la obra de Claude Debussy. Al igual que las demás canciones de In Trance, su grabación se llevó a cabo en un período de dos a tres semanas en el verano boreal de 1975.

## Comentarios de la crítica
Publicada como sencillo el 17 de septiembre de 1975, «In Trance» ha recibido reseñas favorables por parte de la prensa especializada. Barry Weber, de Allmusic, la posicionó como uno de los puntos culminantes del álbum y la calificó de «interesante». Michael Rensen, de Rock Hard, mencionó que, junto con «Dark Lady» y «Life's Like a River», fueron las canciones que ayudaron a Scorpions a convertirse en «superestrellas en Japón casi de la noche a la mañana». Eduardo Rivadavia, de Ultimate Classic Rock, la encontró «seductora y misteriosa». Este crítico, además, la posicionó al tercer puesto entre las mejores canciones de la banda y en su reseña mencionó que exhibía «todos los sellos distintivos cruciales» de la banda: «los riffs de Schenker», «las melodías flexibles de Roth», «pasajes musicales contrastantes y el vibrato banshee de Meine». El crítico Martin Popoff destacó que, en ocasiones, se asocia a una power ballad, pero sus «coros metálicos» son su énfasis.

## Interpretaciones en vivo
Desde su publicación, Scorpions la incluyó en todas las giras musicales de la segunda parte de la década de 1970. En una de esas numerosas presentaciones, la grabaron para su primer álbum en vivo, Tokyo Tapes (1978). De igual manera, en 1995 figuró en el también en vivo Live Bites. Para promocionarlo, en ese mismo año se volvió a lanzar como sencillo, con su versión de estudio en el lado A y la edición en vivo en el B. En 2006, junto con la participación especial del guitarrista Uli Jon Roth y del hermano de Rudolf Michael Schenker, la interpretaron en el festival Wacken Open Air, cuya presentación salió al mercado en 2008 en DVD con el título de Live At Wacken Open Air 2006. En 2013, la versionaron en formato acústico para su presentación para MTV Unplugged, titulada MTV Unplugged - Live in Athens. En aquella ocasión, Meine la cantó a dúo con la vocalista alemana Cäthe.

## Lista de canciones
| Sencillo de 1975 |                   |                 |          |  |
| N.º              | Título            | Escritor(es)    | Duración |  |
| 1.               | «In Trance»       | Schenker, Meine | 4:44     |  |
| 2.               | «Speedy's Coming» | Schenker, Meine | 3:33     |  |

| Sencillo de 1995 |                             |                 |          |  |
| N.º              | Título                      | Escritor(es)    | Duración |  |
| 1.               | «In Trance» (versión álbum) | Schenker, Meine | 4:29     |  |
| 2.               | «In Trance» (en vivo)       | Schenker, Meine | 4:01     |  |

## Músicos
| - Klaus Meine: voz - Rudolf Schenker: guitarra rítmica - Uli Jon Roth: guitarra líder - Francis Buchholz: bajo - Rudy Lenners: batería | - Klaus Meine: voz - Rudolf Schenker: guitarra rítmica - Matthias Jabs: guitarra líder - Ralph Rieckermann: bajo - Herman Rarebell: batería |